# Bianbo
Bianbo (chinesisch 编镈, Pinyin biānbó) ist ein altes chinesisches Schlaginstrument, das rituell verwendet wurde. Das bianbo besteht aus einem Satz bronzener bó-Glocken (鎛 / 镈,  po bzw. 编钟,  bózhōng) – ähnlich wie bei dem Satz des bekannten bianzhong-Glockenspiels (编钟).
Ein vollständiger Satz des Glockenspiels aus der späten Frühlings- und Herbstperiode wurde im Grab des Markgrafen von Cai in Shouxian im Kreis Shou (Shouxian) der Provinz Anhui entdeckt. Ein Satz aus acht bó-Glocken wurde auch im Hougudui Grab Nr. 1 in Gushi (Provinz Henan) ausgegraben.